# Salvia aegyptiaca
Sauge égyptienne
Espèce
Classification phylogénétique
Salvia aegyptiaca, la sauge égyptienne, est une espèce de plantes à fleurs de la famille des Lamiacées. C'est une plante herbacée originaire d'Afrique et d'Asie.

## Distribution
Salvia aegyptiaca se trouve dans les îles du Cap-Vert, les îles Canaries, l'Afrique du Nord-Ouest et du Nord, le Soudan, l'Éthiopie, la péninsule arabique, l'Iran, l'Afghanistan, le Pakistan, l'Inde. 

## Morphologie
C'est une plante herbacée, à tiges dressées-ascendantes. Les feuilles vont de forme oblongues à linéaires-elliptiques, rugueuses, dentelées. Cette espèce a des inflorescences de grappes simples, parfois ramifiées. Les bractées sont présentes. La corolle a une couleur bleu-violet. 

## Pharmacologie
Salvia aegyptiaca a été étudiée en raison de ses utilisations dans la médecine populaire de l'Ancien Monde pour traiter la diarrhée, la gonorrhée et les hémorroïdes, et elle a été utilisée comme émollient, antispasmodique, cicatrisant, antiseptique et stomachique . Ses extraits non polaires ont été testés comme antimicrobiens et ont présenté une activité inhibitrice contre Bacillus subtilis, Pseudomonas aeruginosa, Candida albicans et Staphylococcus aureus. 
Le 6-méthylcryptoacétalide, les aegyptinones A et B, le 6-méthyl-épicryptoacétalide et la 6-méthylcryptotanshinone ont été isolés de cette espèce.

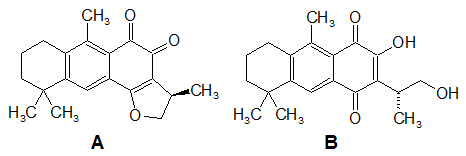
Aegyptinones.